# 阪急ニッショーストア

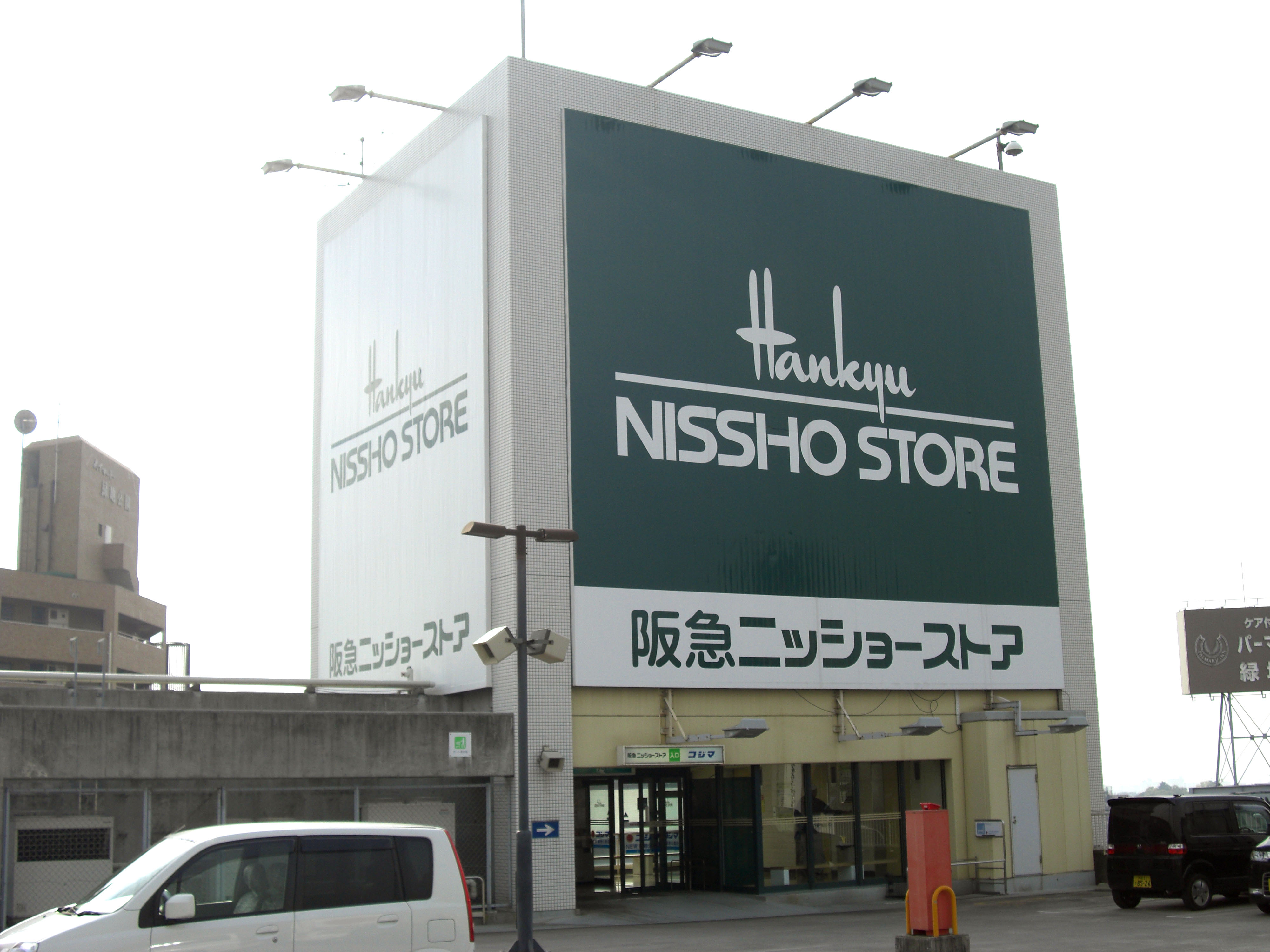
阪急ニッショーストア緑地公園店（〜2011年11月11日迄、2011年11月12日付で阪急オアシスにリニューアル）

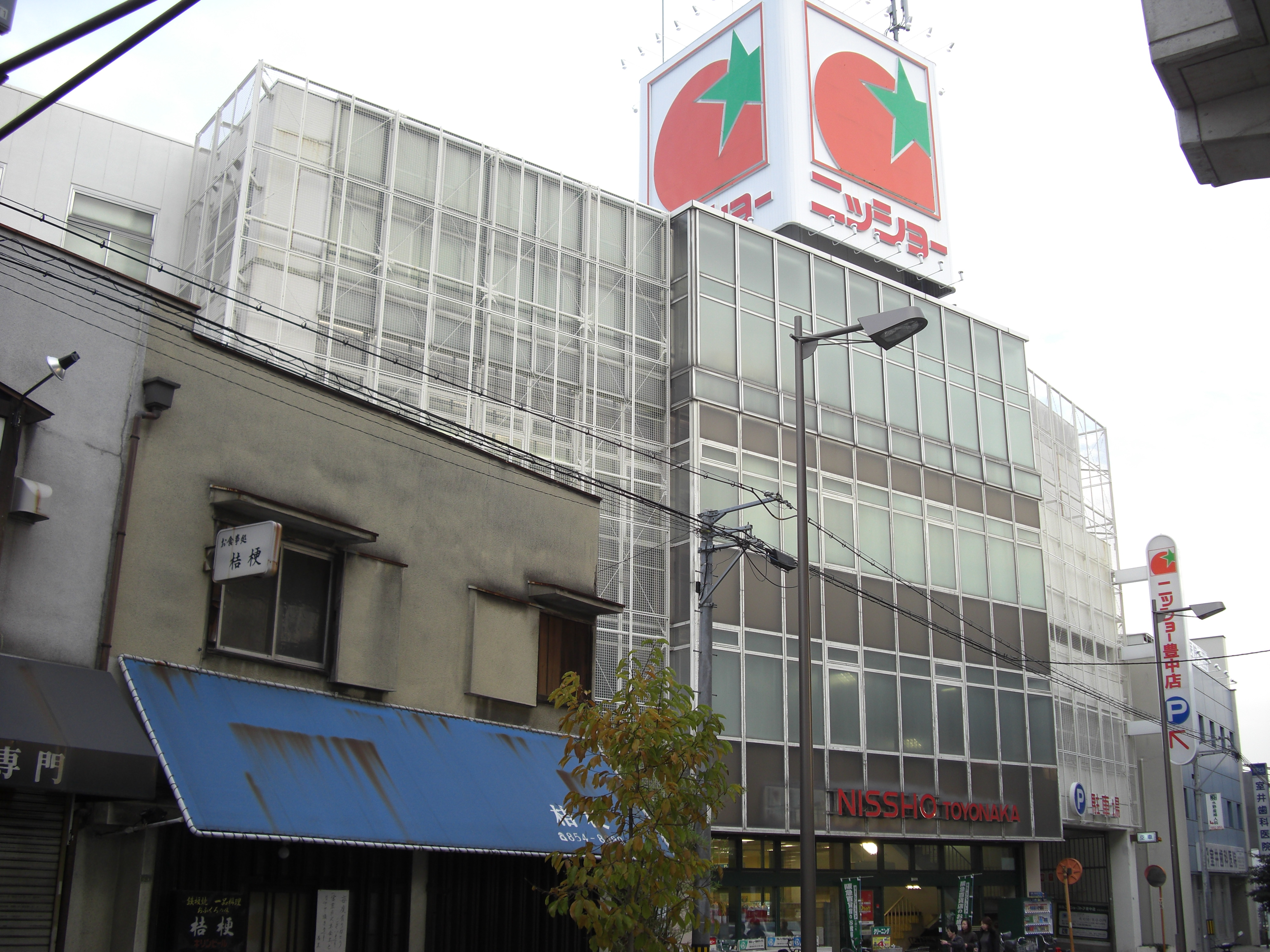
旧阪急ニッショーストア本社
（旧豊中店、〜2008年9月30日迄、2008年10月1日付で阪急オアシスにリニューアル、現・阪急オアシス本社）

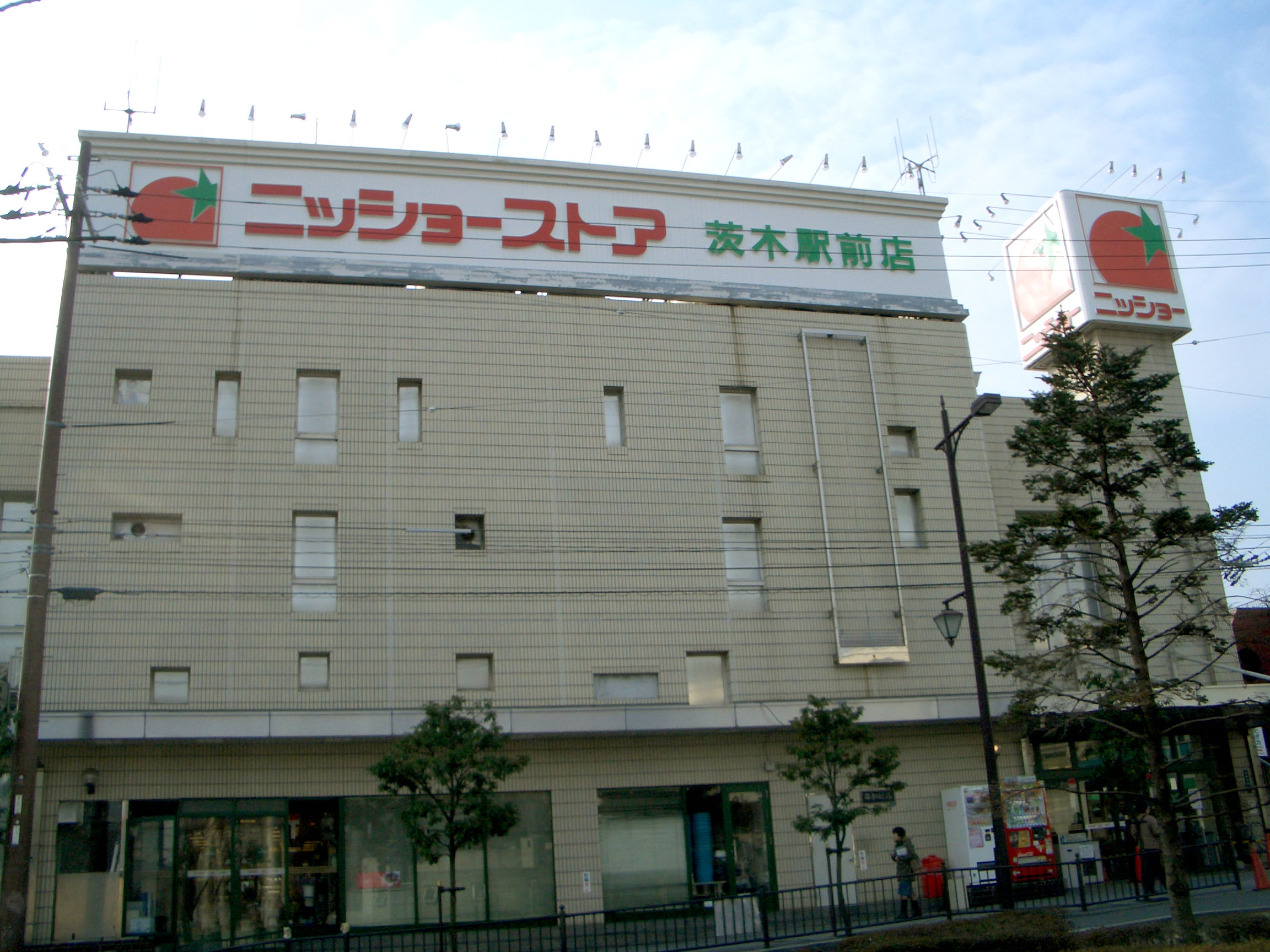
旧阪急ニッショーストア茨木駅前店（〜2008年9月30日迄、2008年10月1日付で阪急オアシスにリニューアル、後に店舗建替え）

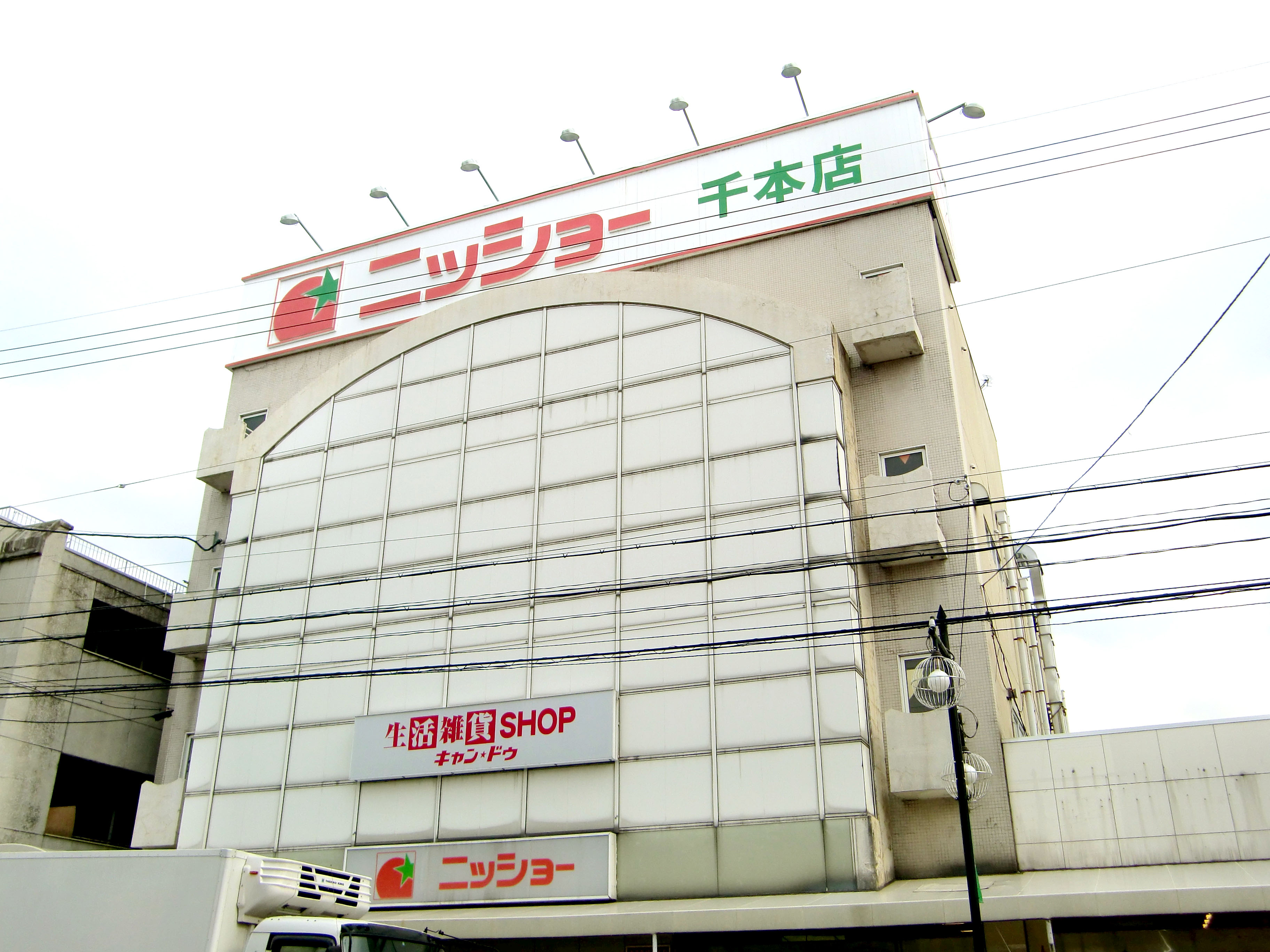
旧阪急ニッショーストア千本店（2009年1月26日撮影、現在は阪急オアシスにリニューアル）

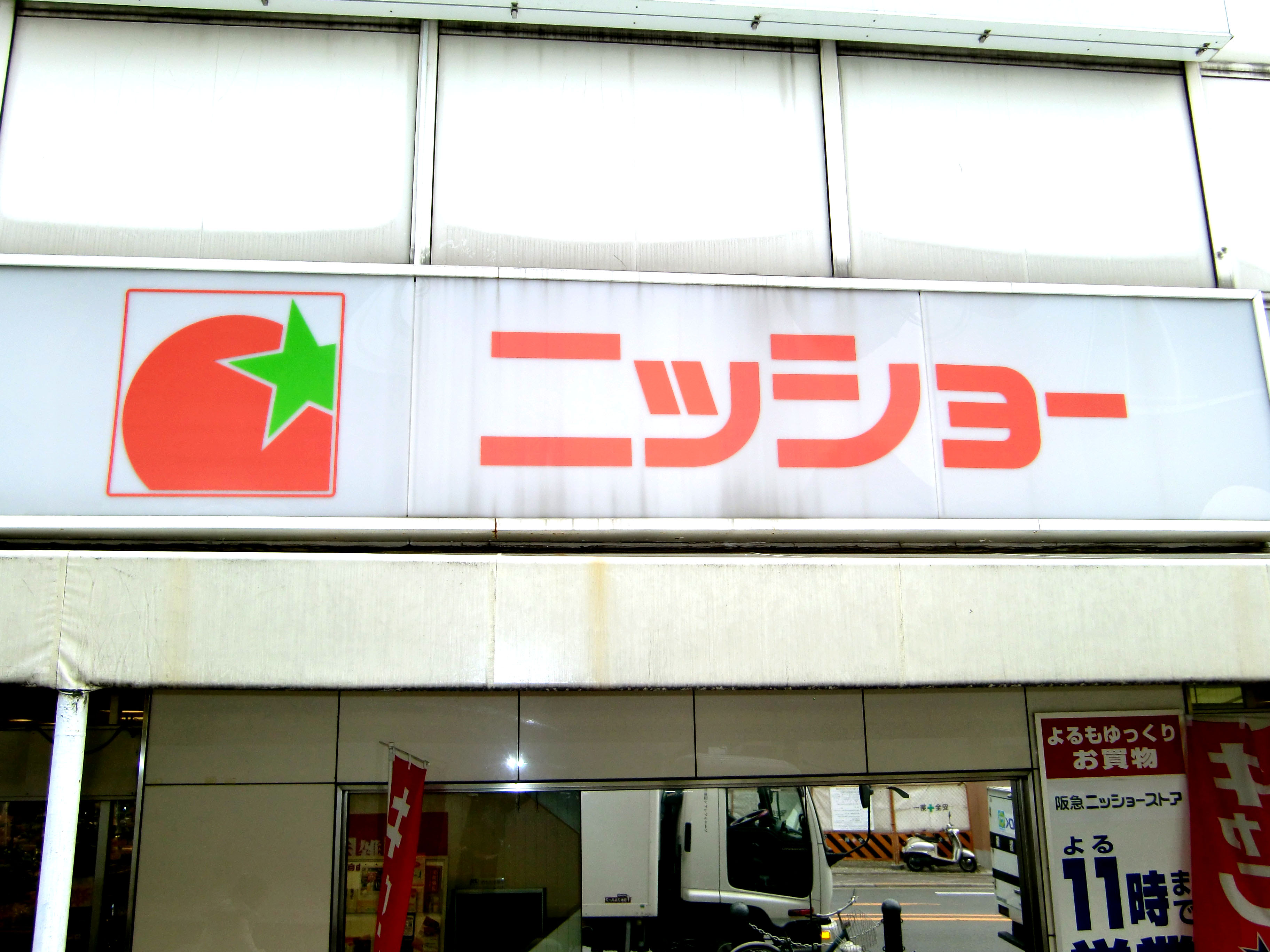
旧阪急ニッショーストア千本店（2009年1月26日撮影、現在は阪急オアシスにリニューアル）

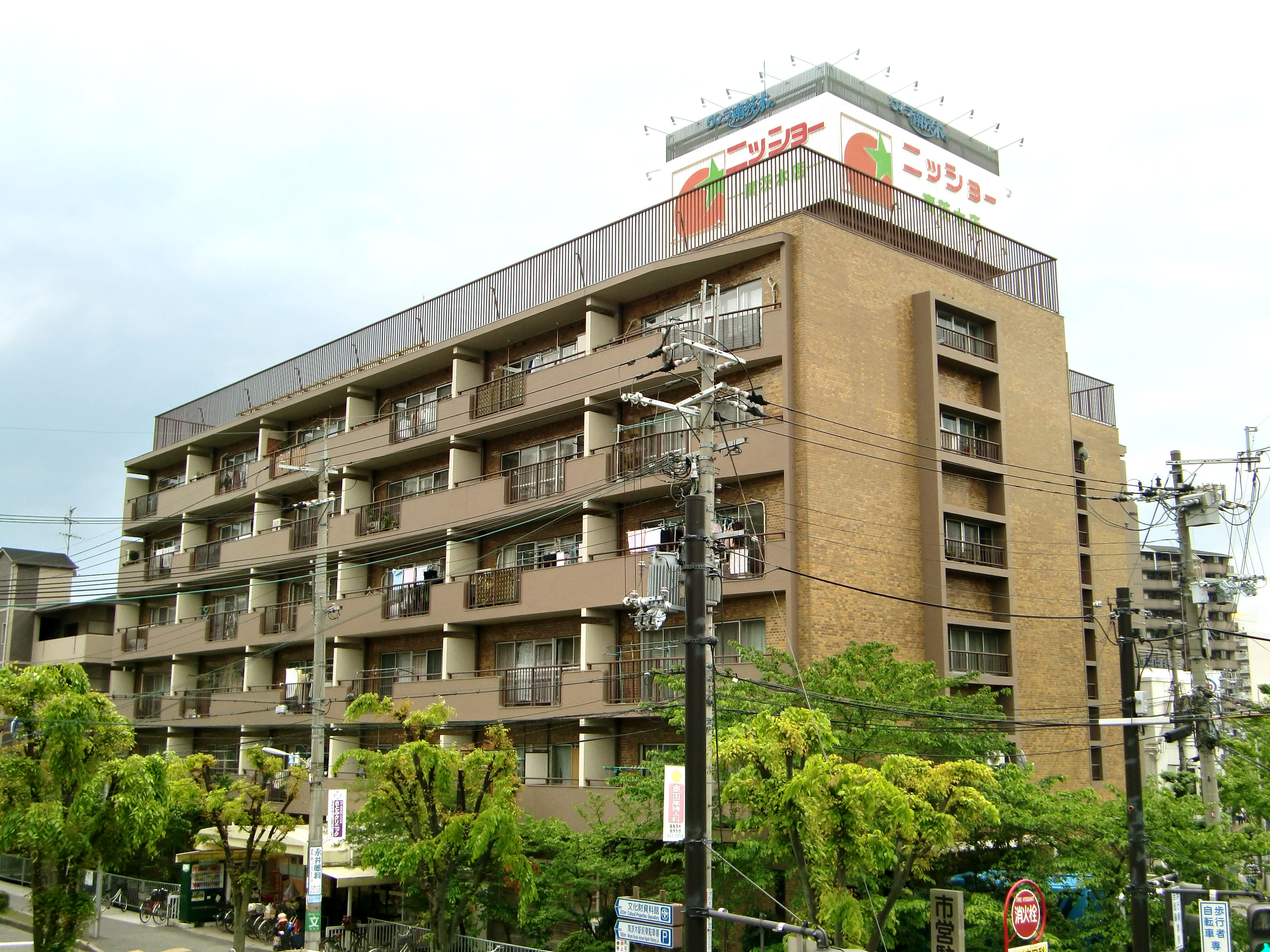
旧阪急ニッショーストア南茨木店（〜2011年2月9日迄、2011年2月15日付で阪急オアシスにリニューアル）

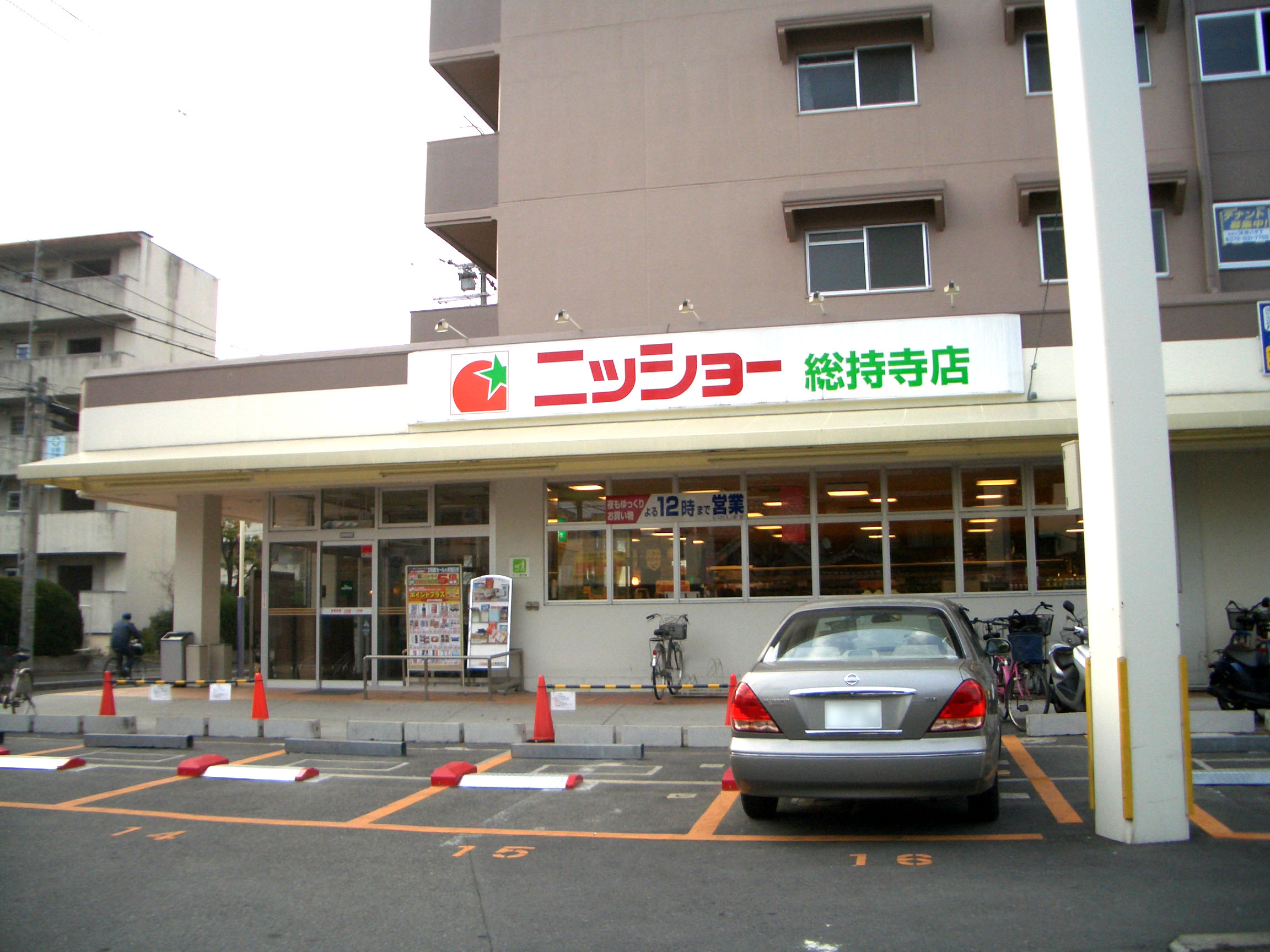
旧阪急ニッショーストア総持寺店
（〜2008年12月11日迄、2008年12月12日付でパワープライスにリニューアル、のちに阪急オアシスに再度リニューアル）

阪急ニッショーストア（はんきゅうニッショーストア）は、かつてエイチ・ツー・オー リテイリンググループ（阪急阪神東宝グループ）の株式会社阪食が、京阪神地区を中心に展開していたスーパーマーケット。
当項目では、2008年9月30日まで存在した株式会社阪急ニッショーストアについても解説する。

## 概要
1963年11月、日本硝子商事株式会社（現・ニプロ）が豊中市服部に「ニッショーストア」服部店を開業。以後、ニプロのストア事業部として運営され、2001年6月1日には子会社として分社独立した。しかし、ニプロの戦略的な事業再編により、2006年7月に株式会社阪急百貨店（現・エイチ・ツー・オーリテイリング）に全株式が譲渡された。阪急百貨店傘下入りと同時に、店名・運営会社社名とも、名称を「阪急ニッショーストア」とした。2006年（平成18年）9月1日付で食品事業グループを統括する中間持ち株会社として株式会社阪食が設立され、同社の子会社となった。
2008年（平成20年）10月1日付で、同じく阪食の子会社であった阪急オアシス、阪急ファミリーストア、阪急フレッシュエールとともに阪食に吸収合併され、阪食が運営する食品スーパーの店舗ブランドとなった。なお、事業会社の合併に先駆け、阪急ニッショーストアとして営業されてきた池田店と宝塚南口店が、株式会社阪急オアシスに事業譲渡され「阪急オアシス」店舗になったの皮切りに、合併後も「阪急オアシス」店舗へのリニューアルが進められ、合併前に27あった店舗は2011年11月11日をもって消滅した。
なお、ニッショーストアのCIであったトマトマークは、阪急オアシスのCIとして存続している。

## 沿革
- 1963年11月 - 日本硝子商事株式会社ストア事業部として「ニッショーストア」を創業。
- 1977年5月 - 日本硝子商事が株式会社ニッショーに社名変更。
- 2001年4月 - ニッショーが、ニプロ株式会社に社名変更。
- 2001年6月1日 - ニプロより分社化され独立、株式会社ニッショー設立。
- 2006年7月 - ニプロが、ニッショーの全株式を株式会社阪急百貨店に譲渡。
- 2006年8月 - 株式会社阪急ニッショーストアに社名変更。
- 2008年10月1日 - 株式会社阪食に吸収合併。
- 2008年11月21日 - 新業態「パワープライス 阪急ニッショーストア」を展開開始。
- 2011年11月12日 - 阪急ニッショーストア緑地公園店が阪急オアシス千里山竹園店としてリニューアルオープン。

## 過去に存在した店舗
- 三国店（大阪市淀川区）
- 五月が丘店（大阪府吹田市）
- 茨木店（大阪府茨木市）
- 旭ヶ丘店（大阪府池田市）
- 牧野店（大阪府枚方市）
- 関大前店（大阪府吹田市）
- 桜塚店（大阪府豊中市）
- 千里東店（大阪府豊中市）
- 高槻店（大阪府高槻市）
- 寝屋川店（大阪府寝屋川市） - 現在は万代寝屋川西店。
- 服部店（大阪府豊中市）
- 園田店（兵庫県尼崎市）
- 姫路店（兵庫県姫路市）
- くずは店（大阪府枚方市） - 2008年11月21日に「パワープライス 阪急ニッショーストア」に業態転換後、2010年5月25日閉店。
- 水道筋店（兵庫県神戸市灘区） - ニッショーだった時に閉店し、現在はマルハチが出店。

### 譲渡・リニューアルした店舗
- 池田店（大阪府池田市） - 2008年4月26日 阪急オアシスに譲渡（合併前）
- 宝塚南口店（兵庫県宝塚市） - 2008年8月6日 阪急オアシスに譲渡（合併前）
- 箕面店（大阪府箕面市） - 2008年9月27日 阪急オアシスに譲渡（合併前）
- 茨木駅前店（大阪府茨木市） - 2008年10月1日 阪急オアシスにリニューアル
- 豊中店（大阪府豊中市） - 2008年10月1日 阪急オアシスにリニューアル
- 豊中駅前店（大阪府豊中市） - 2008年10月1日 阪急オアシスにリニューアル
- 小曽根店（大阪府豊中市） - 2008年10月24日 阪急オアシスにリニューアル
- 蛍ヶ池店（大阪府豊中市） - 2008年11月14日 阪急オアシスにリニューアル
- 守口店（大阪府守口市） - 2009年2月18日 阪急オアシスにリニューアル
- 石橋店（大阪府池田市） - 2009年2月27日 阪急オアシスにリニューアル
- 千里丘店（大阪府摂津市） - 2009年3月13日 阪急オアシスにリニューアル
- 山下店（兵庫県川西市） - 2009年3月19日 阪急オアシスにリニューアル
- あべの店 - 2009年 阪急ファミリーストアにリニューアル
- 服部西店（大阪府豊中市） - 2009年 阪急オアシスにリニューアル
- 千本店（京都市上京区） - 2009年 阪急オアシスにリニューアル
- 白川通店（京都市左京区） - 2009年 阪急オアシスにリニューアル
- 総持寺店（大阪府茨木市） - 2008年12月12日「パワープライス 阪急ニッショーストア」に業態転換後、2009年11月21日に阪急オアシスとしてリニューアル。
- 名谷店（神戸市須磨区） - 阪急オアシスにリニューアル後、2010年3月28日に閉店。のちにマルハチが出店。
- 南茨木店（大阪府茨木市） - 2011年2月15日 「阪急オアシス茨木東奈良店」にリニューアル
- 緑地公園店（大阪府吹田市） - 2011年11月12日 「阪急オアシス千里山竹園店」にリニューアル